# Blindklinkmoer

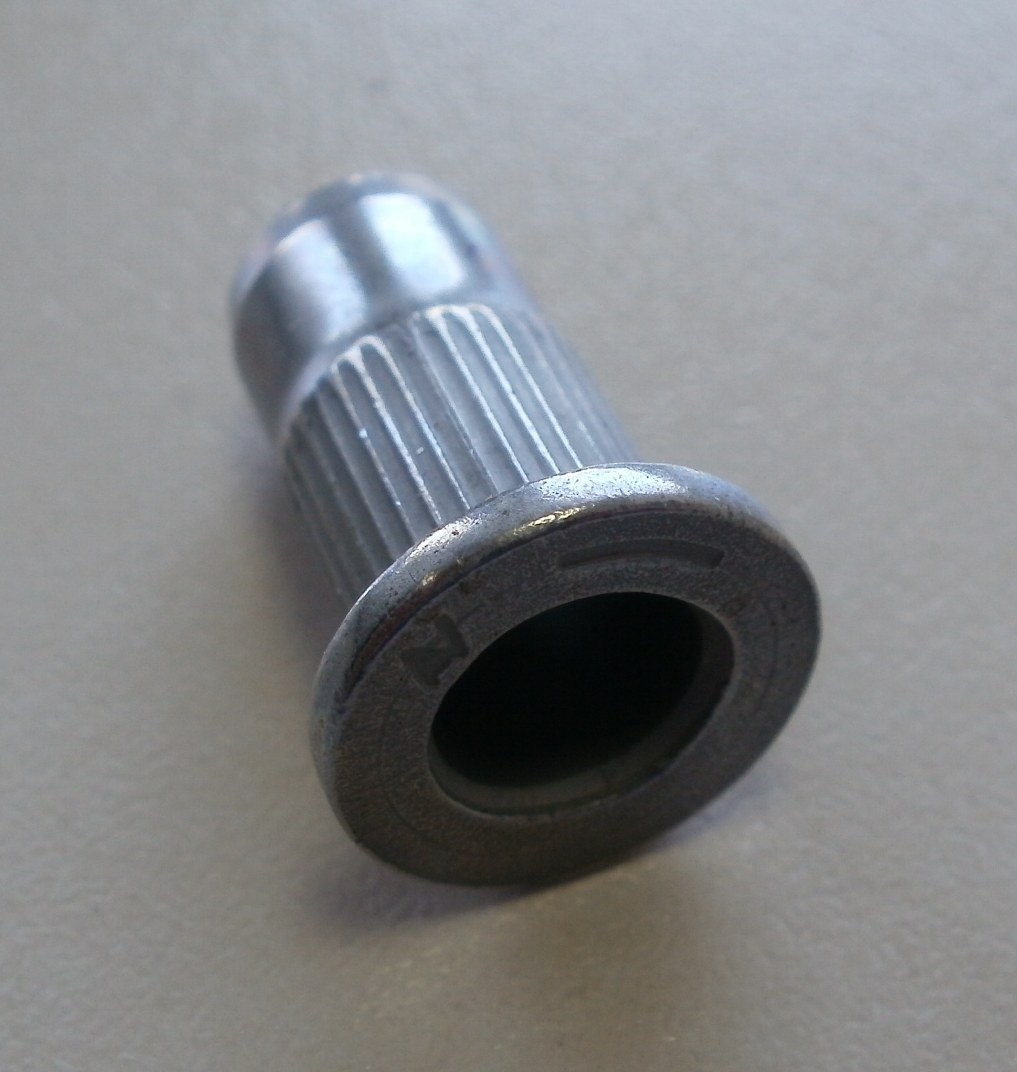
Een blindklinkmoer.

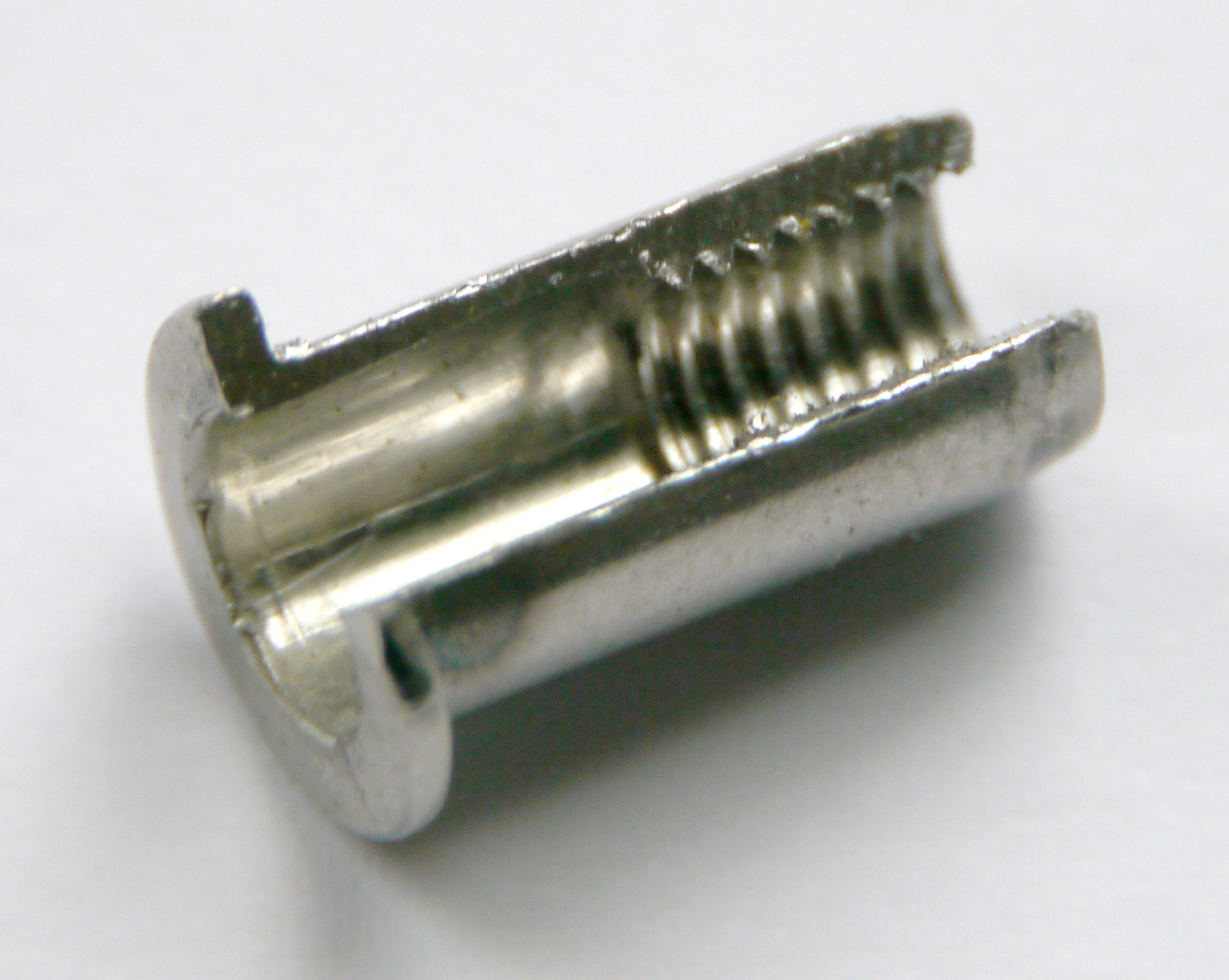
Een opengezaagd exemplaar.

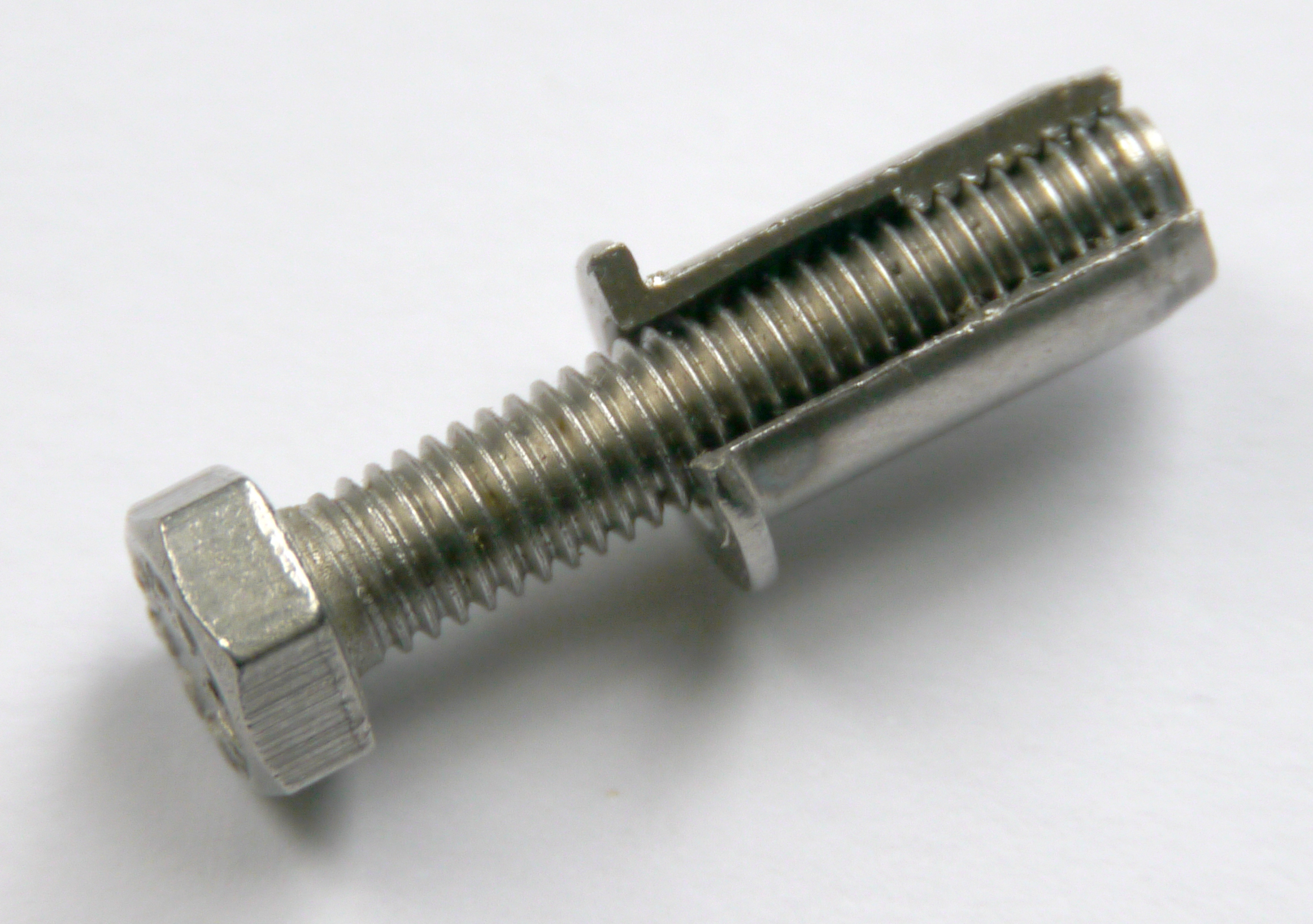
Dezelfde blindklinkmoer, met een bout erin gedraaid.

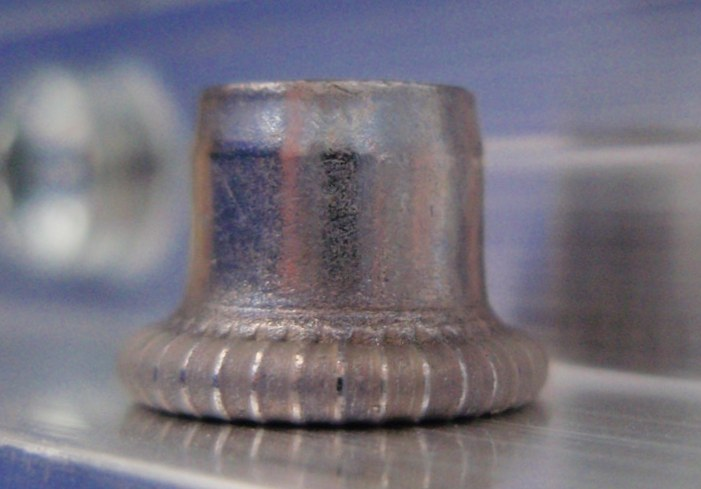
Een gemonteerde blindklinkmoer. De bout binnenin is hier niet zichtbaar; hij steekt aan de onderzijde uit het metaalplaat.

Een blindklinkmoer is een hollewandbevestigingsmiddel dat een combinatie vormt van een blindklinknagel en een moer. Hiermee is het mogelijk om eenzijdig een moer aan te brengen aan de achterzijde van het werkstuk, gezien vanuit degene die hem aanbrengt. Blindklinkmoeren vinden vooral toepassing bij metalen werkstukken van dun plaatwerk met daarachter onbereikbare holle ruimten, zoals metalen buizen en auto-onderdelen.

## Beschrijving
Een blindklinkmoer bestaat uit een busje van vervormbaar metaal, meestal aluminium of staal, waarin zich aan de ene kant een flens bevindt, en aan het andere uiteinde een binnenschroefdraad. Meestal hebben ze aan de buitenzijde groeven in de lengterichting en karteltjes onder de flens, die bedoeld zijn om meedraaien te voorkomen.
Er bestaan ook blindklinkmoeren die een zeskantige schacht hebben, en die in een zeskantig geponst gat gestoken moeten worden. Deze worden toegepast op plaatsen waar de moer grote torsiekrachten moet kunnen weerstaan.

## Bevestigen
Voor de bevestiging wordt in het werkstuk eerst een gat geboord met dezelfde diameter als de blindklinkmoer. Vervolgens wordt de blindklinkmoer tot aan de flens in het gat gestopt. Daarna wordt een bout door de blindklinkmoer heen in het schroefdraad gedraaid en vervolgens wordt deze met grote kracht, zonder te draaien, terug getrokken zodat het deel tussen flens en schroefdraad naar buiten plooit. Het werkstuk wordt zo ingeklemd tussen de flens en deze plooi.
Het bevestigen van een blindklinkmoer kan worden gedaan met verschillende speciale handbediende of machinale gereedschappen. Voor incidenteel gebruik is het ook mogelijk een moer en een ring op de bout te draaien, het uiteinde hiervan in de geplaatste blindklinkmoer te draaien en vervolgens met een steek- of ringsleutel de kop van de bout te fixeren en met een andere sleutel de moer krachtig aan te draaien.